# 科比·迪特里克
科比·约瑟夫·迪特里克（英語：Coby Joseph Dietrick，1948年7月23日—），美国NBA联盟前职业篮球运动员。他在1970年的NBA选秀中第10轮第2顺位被旧金山勇士选中。